# Euthrix potatoria
Euthrix potatoria là một loài bướm đêm thuộc họ Lasiocampidae. Nó được tìm thấy ở châu Âu.

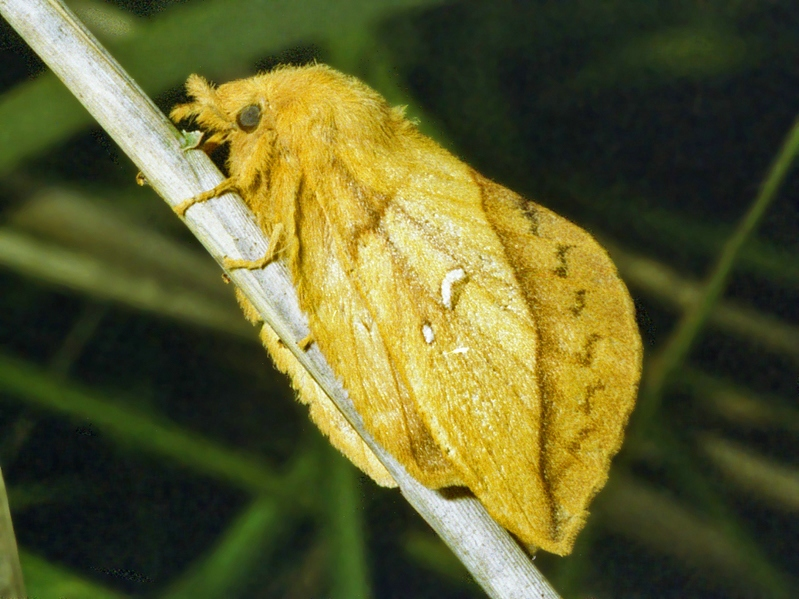
Real Life Euthrix potatoria

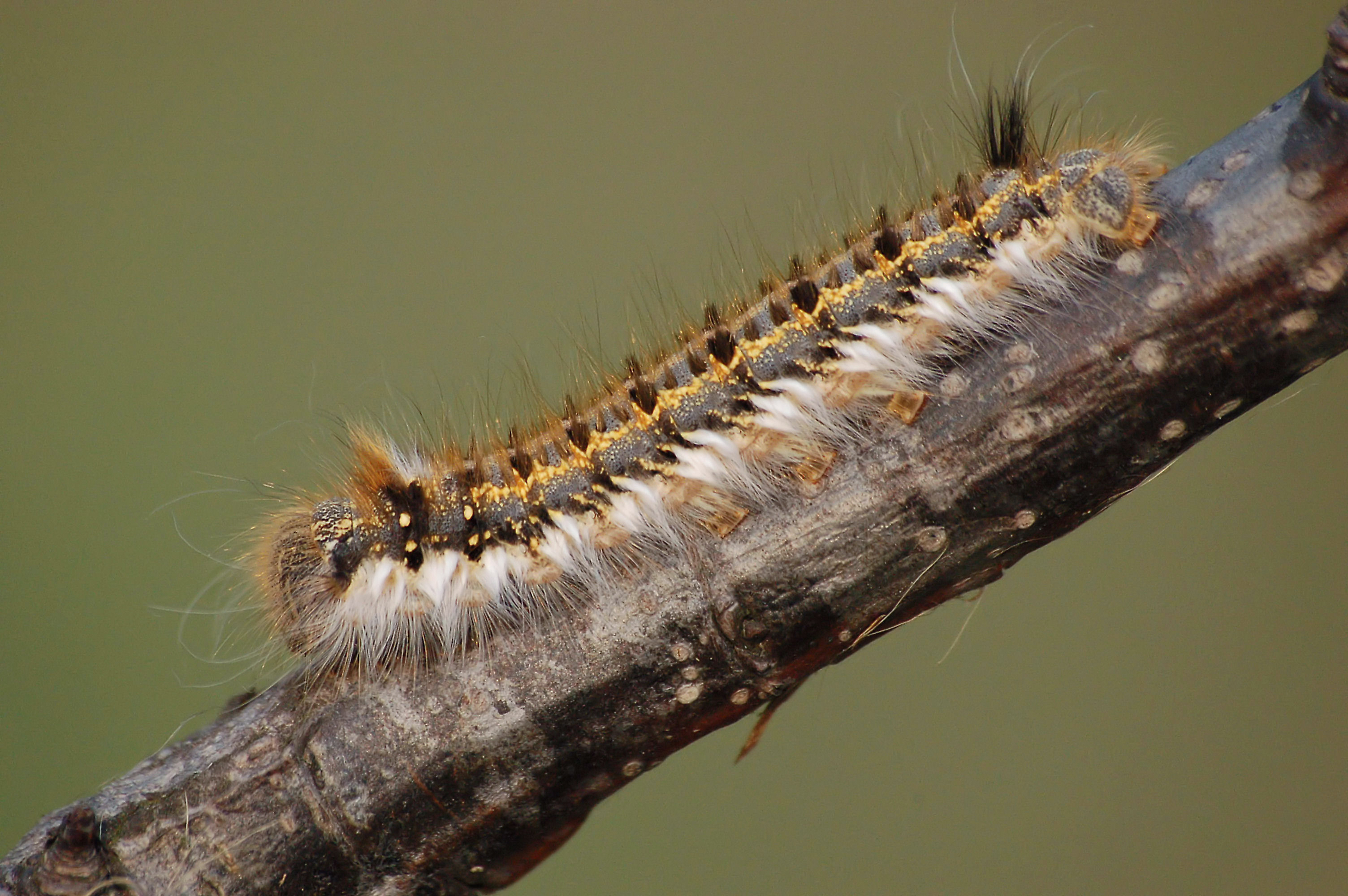
Caterpillar

Sải cánh dài 45–65 mm. Con trưởng thành bay từ tháng 6 đến tháng 8 tùy theo địa điểm.
Ấu trùng ăn nhiều loại cỏ và reeds.

## Hình ảnh

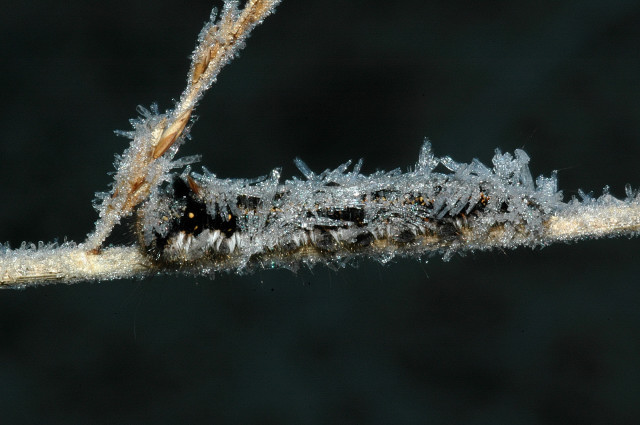
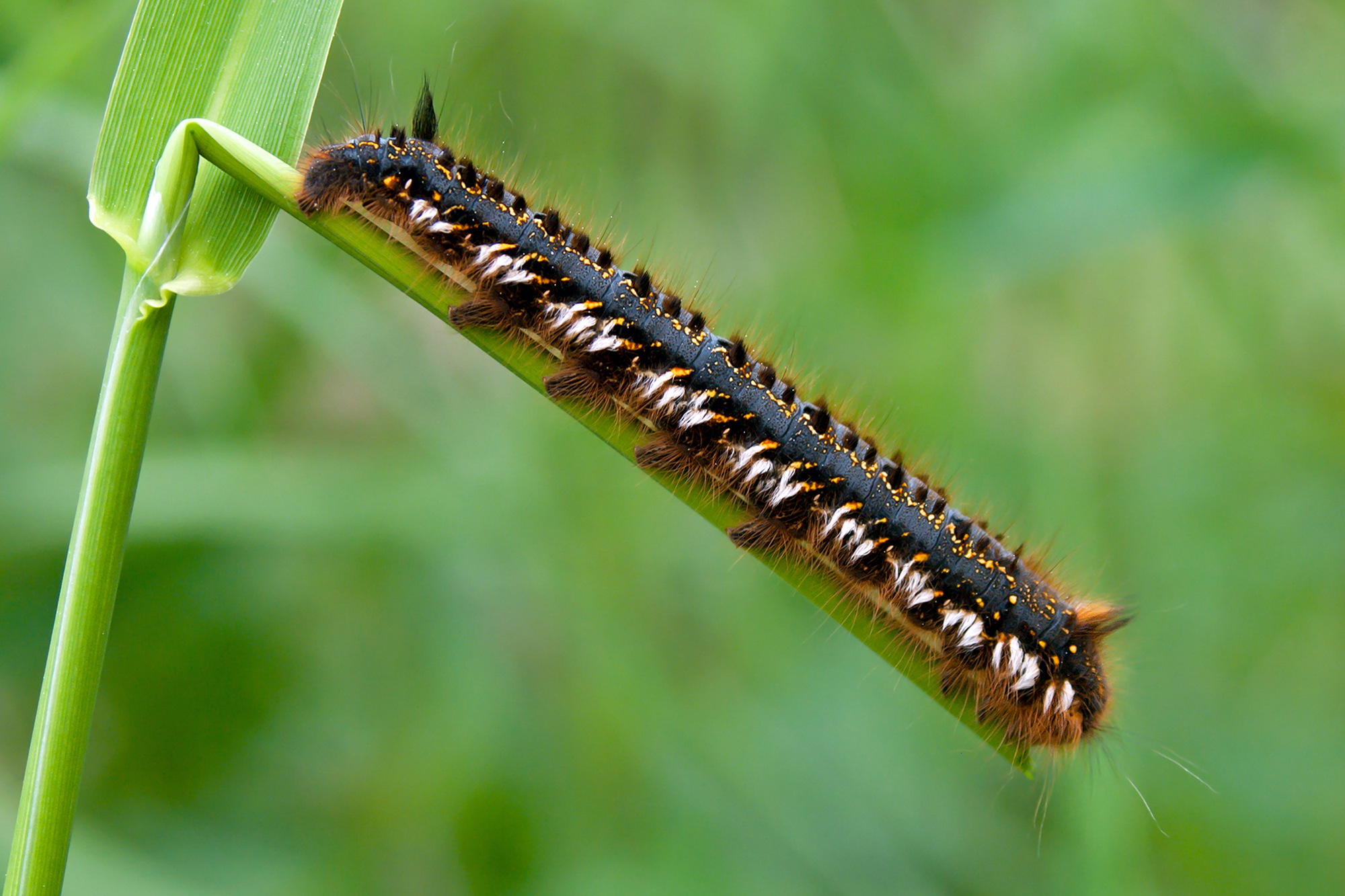
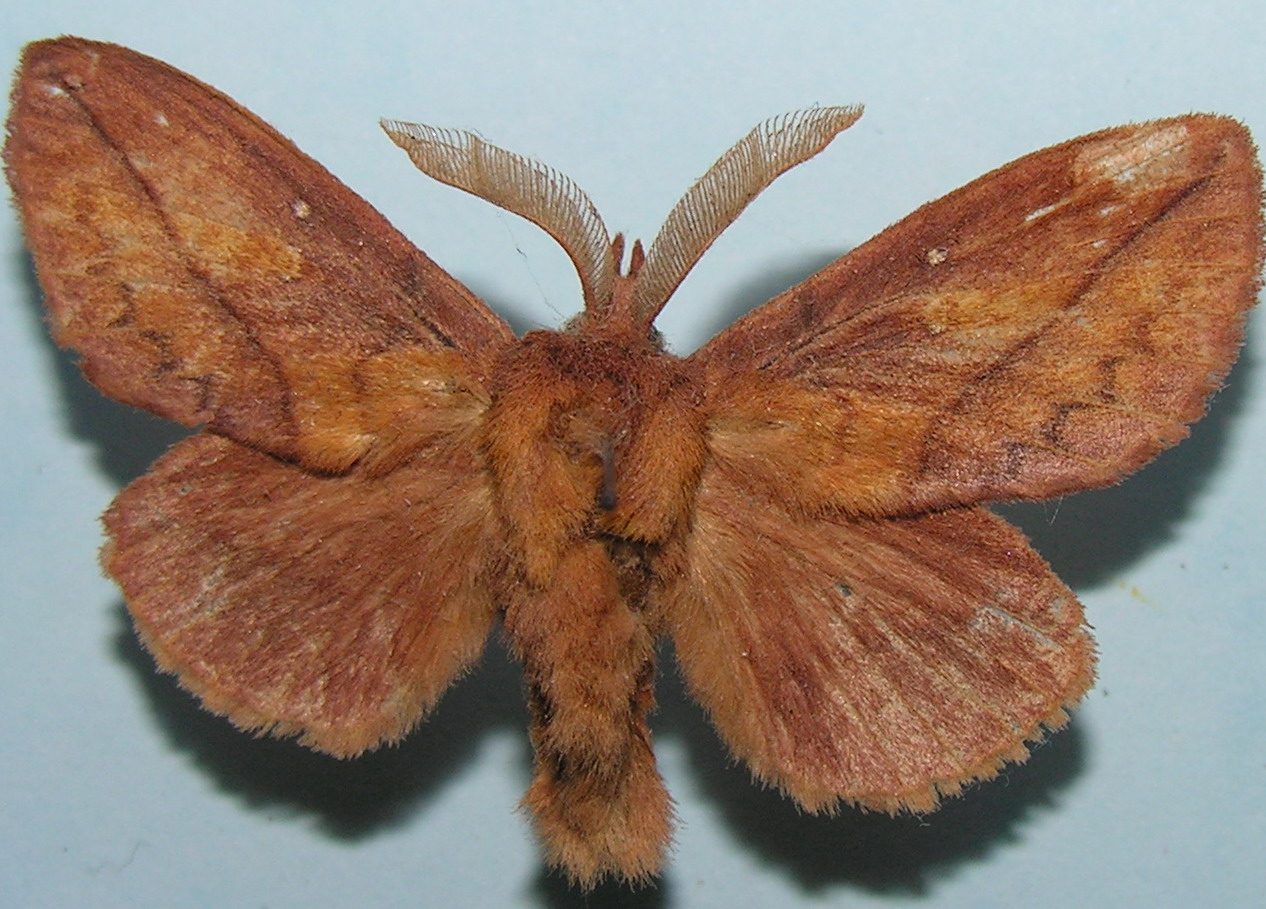
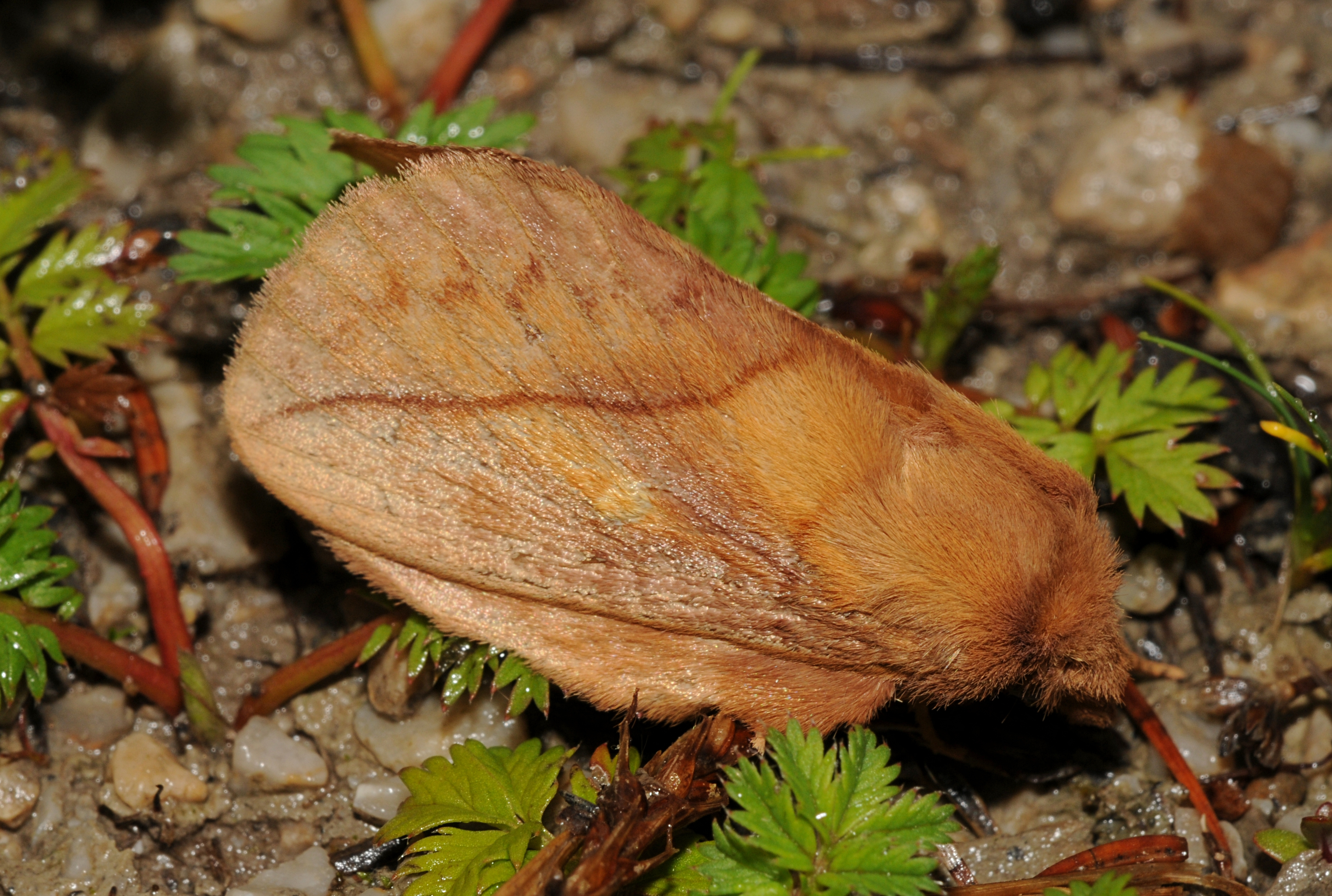